# Tipula nigrocostata
Tipula nigrocostata är en tvåvingeart som beskrevs av Alexander 1925. Tipula nigrocostata ingår i släktet Tipula och familjen storharkrankar. Inga underarter finns listade i Catalogue of Life.